# 가쓰라기 (아오모리시)
가쓰라기(桂木)는 일본 아오모리현 아오모리시에 속한 지명이다. 1정목, 2정목, 3정목, 4정목이 있 있으며. 1정목, 2정목, 3정목, 4정목을 두고 있다. 우편번호는 030-0844이다